# Transfiguration (christianisme)
Pour les articles homonymes, voir Transfiguration.

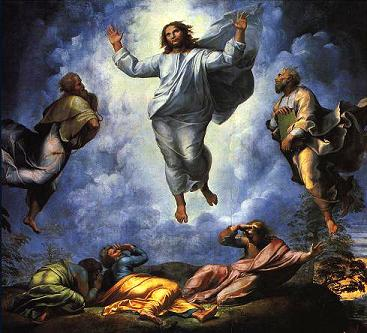
La partie supérieure de la Transfiguration de Raphaël (1520), représentant Élie, Jésus et Moïse (tenant les Tables de la Loi).

La Transfiguration est un épisode de la vie de Jésus-Christ relaté par le Nouveau Testament, dans lequel Jésus change d'apparence corporelle pendant quelques instants de sa vie terrestre, pour révéler sa nature divine à trois apôtres. Cet état physique, considéré comme miraculeux, est rapporté dans les trois Évangiles synoptiques : (Mt 17,1-9, Mc 9,2-13, Lc 9,28-36). C'est, selon le christianisme, la préfiguration de l'état corporel annoncé aux croyants pour leur propre résurrection.
Le mot « transfiguration » en français vient de la traduction latine du mot grec metamorphosis (métamorphose). La fête religieuse de la Transfiguration est célébrée le 6 août dans les calendriers liturgiques catholique et orthodoxe. De nombreuses Églises protestantes la célèbrent le dernier dimanche du temps de l'Épiphanie.

## Textes
Évangile selon Marc, 9:2-13 :

« Six jours après, Jésus prit avec lui Pierre, Jacques et Jean, et il les conduisit seuls à l’écart sur une haute montagne. Il fut transfiguré devant eux ;ses vêtements devinrent resplendissants, et d’une telle blancheur qu’il n’est pas de foulon sur la terre qui puisse blanchir ainsi.

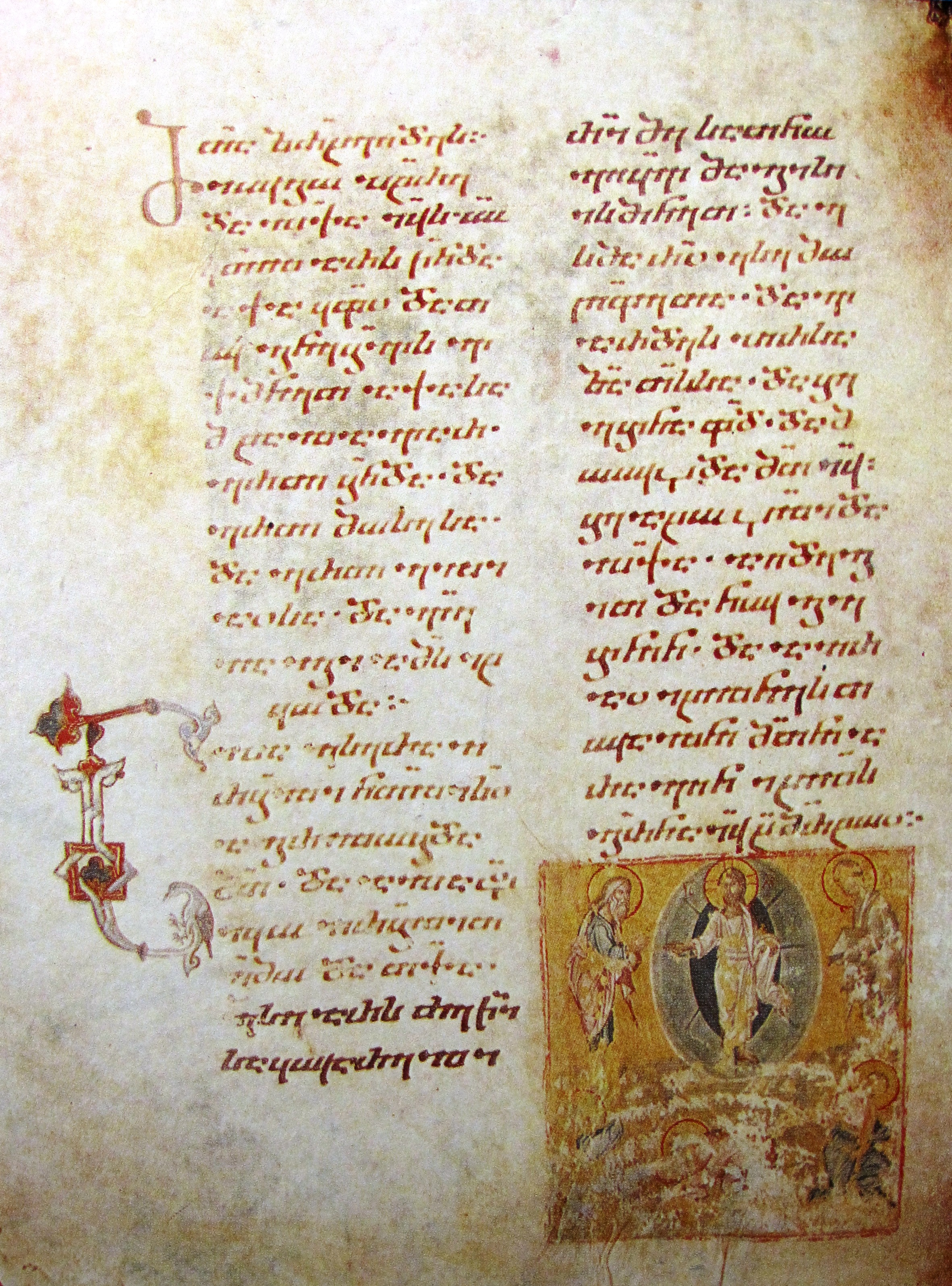
La Transfiguration, manuscrit arménien de l'Évangile selon Marc, 1300.

Élie et Moïse leur apparurent, s’entretenant avec Jésus.
Pierre, prenant la parole, dit à Jésus : Rabbi, il est bon que nous soyons ici ; dressons trois tentes, une pour toi, une pour Moïse, et une pour Élie.
Car il ne savait que dire, l’effroi les ayant saisis. Une nuée vint les couvrir, et de la nuée sortit une voix : Celui-ci est mon Fils bien-aimé : écoutez-le ! Aussitôt les disciples regardèrent tout autour, et ils ne virent que Jésus seul avec eux. Comme ils descendaient de la montagne, Jésus leur recommanda de ne dire à personne ce qu’ils avaient vu, jusqu’à ce que le Fils de l’homme fût ressuscité des morts. Ils retinrent cette parole, se demandant entre eux ce que c’est que ressusciter des morts. Les disciples lui firent cette question : Pourquoi les scribes disent-ils qu’il faut qu’Élie vienne premièrement ? Il leur répondit : Élie viendra premièrement, et rétablira toutes choses. Et pourquoi est-il écrit du Fils de l’homme qu’il doit souffrir beaucoup et être méprisé ? Mais je vous dis qu’Élie est venu, et qu’ils l’ont traité comme ils ont voulu, selon qu’il est écrit de lui. »

Évangile selon Matthieu, 17:1-13 :

« Six jours après, Jésus prit avec lui Pierre, Jacques, et Jean, son frère, et il les conduisit à l'écart sur une haute montagne. Il fut transfiguré devant eux ; son visage resplendit comme le soleil, et ses vêtements devinrent blancs comme la lumière. Et voici, Moïse et Élie leur apparurent, s'entretenant avec lui. Pierre, prenant la parole, dit à Jésus : Seigneur, il est bon que nous soyons ici ; si tu le veux, je dresserai ici trois tentes, une pour toi, une pour Moïse, et une pour Élie. Comme il parlait encore, une nuée lumineuse les couvrit. Et voici, une voix fit entendre de la nuée ces paroles : celui-ci est mon Fils bien-aimé, en qui j'ai mis toute mon affection : écoutez-le ! Lorsqu'ils entendirent cette voix, les disciples tombèrent sur leur face, et furent saisis d'une grande frayeur. Mais Jésus, s'approchant, les toucha, et dit : Levez-vous, n'ayez pas peur ! Ils levèrent les yeux, et ne virent que Jésus seul. Comme ils descendaient de la montagne, Jésus leur donna cet ordre : ne parlez à personne de cette vision, jusqu'à ce que le Fils de l'homme soit ressuscité des morts. Les disciples lui firent cette question : pourquoi donc les scribes disent-ils qu'Élie doit venir premièrement ? Il répondit : il est vrai qu'Élie doit venir, et rétablir toutes choses. Mais je vous dis qu'Élie est déjà venu, qu'ils ne l'ont pas reconnu, et qu'ils l'ont traité comme ils ont voulu. De même le Fils de l'homme souffrira de leur part. Les disciples comprirent alors qu'il leur parlait de Jean Baptiste. »

Évangile selon Luc, 9:28-36 :

« Environ huit jours après qu’il eut dit ces paroles, Jésus prit avec lui Pierre, Jean et Jacques, et il monta sur la montagne pour prier.

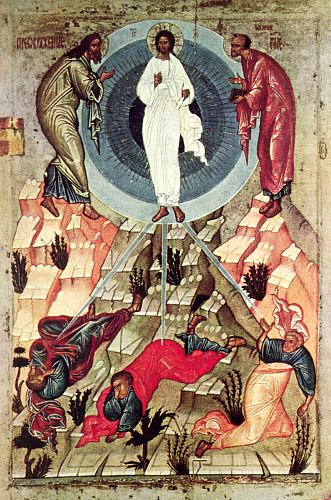
La Transfiguration, icône russe du XVe siècle. Le Christ transfiguré entre Élie (les livres des Prophètes) à sa droite et Moïse (le Pentateuque) à sa gauche. En bas de gauche à droite, les apôtres Jacques, Jean et Pierre.

Pendant qu’il priait, l’aspect de son visage changea, et son vêtement devint d’une éclatante blancheur.
Et voici, deux hommes s’entretenaient avec lui : c’étaient Moïse et Élie,
qui, apparaissant dans la gloire, parlaient de son départ qu’il allait accomplir à Jérusalem.
Pierre et ses compagnons étaient appesantis par le sommeil ; mais, s’étant tenus éveillés, ils virent la gloire de Jésus et les deux hommes qui étaient avec lui. Au moment où ces hommes se séparaient de Jésus, Pierre lui dit : Maître, il est bon que nous soyons ici ; dressons trois tentes, une pour toi, une pour Moïse, et une pour Élie. Il ne savait ce qu’il disait. Comme il parlait ainsi, une nuée vint les couvrir ; et les disciples furent saisis de frayeur en les voyant entrer dans la nuée. Et de la nuée sortit une voix, qui dit : Celui-ci est mon Fils élu : écoutez-le ! Quand la voix se fit entendre, Jésus se trouva seul. Les disciples gardèrent le silence, et ils ne racontèrent à personne, en ce temps-là, rien de ce qu’ils avaient vu. »

## Récit évangélique
Dans les Évangiles, la Transfiguration se situe après la multiplication des pains, au moment où les disciples, Pierre en particulier, reconnaissent en lui le Messie. Jésus a déjà annoncé une fois qu'il doit mourir et ressusciter trois jours après, et qu'il doit se rendre à Jérusalem. Il l'annoncera encore deux fois après sa Transfiguration. Il semble que ce soit au cours de la fête juive des tentes que cet épisode se déroule.
Jésus, rendu sur une montagne avec ses disciples Pierre, Jacques et Jean, se trouve métamorphosé : l'aspect de son visage change et ses vêtements deviennent d'une blancheur éclatante. Cette description rappelle celle de la descente de Moïse du mont Sinaï (« La peau de son visage rayonnait »), et celle qui est faite, dans les textes apocalyptiques, des anges envoyés du Seigneur.
Aux côtés de Jésus se tiennent deux grandes figures bibliques : Élie et Moïse.

## Symbolique du texte

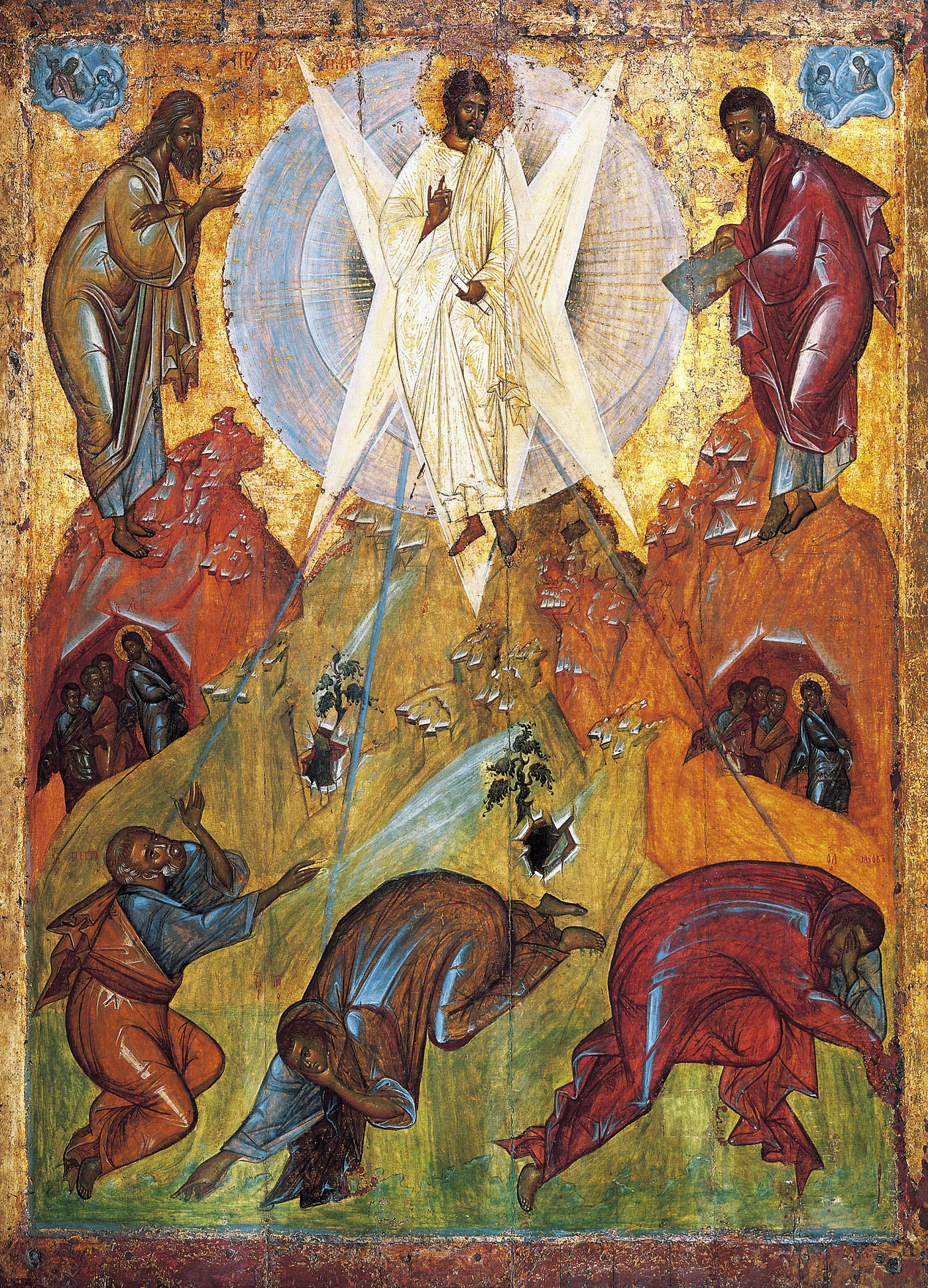
La Transfiguration, icône du XVe siècle, galerie Tretiakov.

Le lieu traditionnel de la Transfiguration est le mont Thabor, près du lac de Tibériade. Ce lieu a peut-être été choisi à l'époque byzantine pour sa proximité avec Nazareth et le lac de Tibériade. Certains exégètes situent l'événement au mont Hermon, puisque les épisodes évangéliques qui l'encadrent se situent dans cette région. Pour les maronites, la Transfiguration a eu lieu dans la région de Bcharré, sur le mont Liban.
La montagne de la Transfiguration fait référence au mont Horeb et au mont Sinaï, deux lieux symboliques de l'Ancien Testament, en raison de la présence aux côtés du Christ de Moïse et d'Élie, dont les missions leur sont liées.
La nuée d'où sort la voix du Père fait écho à la nuée qui enveloppait les Hébreux lors de l'Exode et de leur traversée du désert. La proposition de saint Pierre de dresser trois tentes fait également référence selon certains observateurs à la tente de la rencontre dans l'Ancien Testament.

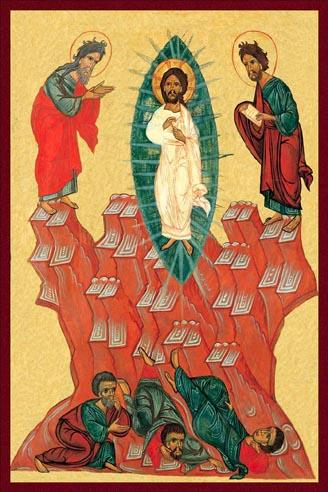
La Transfiguration. Pologne, fin XIVe siècle / début XVe siècle. L'image de l'amande, dont il faut casser l'écorce pour trouver la substance, se retrouve dans les icônes où le Christ est représenté au centre d'une figure en forme d'amande.

Pour l’Église catholique, le but immédiat de la Transfiguration était « de préparer le cœur des disciples à surmonter le scandale de la croix ». Cette transfiguration est aussi une annonce de la « merveilleuse adoption qui fera de tous les croyants des fils de Dieu ».
Selon Hans Urs von Balthasar, quand « les disciples, à la fin, voient de nouveau Jésus seul, ils savent quelle plénitude de mystère se cache dans sa simple figure, car sa relation à toute l'ancienne Alliance, sa relation permanente au Père et à l'Esprit qui, comme nuée, a aussi couvert de son ombre les disciples représentant l'Église à venir, tout cela se trouve inclus en lui. Sa Transfiguration n'est pas une anticipation de la Résurrection — dans laquelle son corps sera transformé à Dieu — mais au contraire la présence du Dieu trinitaire et de toute l'histoire du salut dans son corps prédestiné à la croix. »

## La fête de la Transfiguration
La date d’instauration de cette fête est incertaine : pour les uns, elle serait connue en Orient depuis le Ve siècle, mais selon l’historien Maurice Sachot, « elle fut vraisemblablement instaurée dans le calendrier de Constantinople vers la fin du VIIe siècle. En effet, la plus ancienne attestation certaine de la festivité de la Transfiguration dans un calendrier grec est fournie par l’homélie d’Anastase le Sinaïte composée au Monastère Sainte-Catherine du Sinaï. La festivité fut ensuite adoptée par l’Église de Constantinople à la fin du VIIe siècle ». C’était déjà en 1956 l’opinion du byzantiniste et chercheur Venance Grumel qui optait pour le début du VIIIe siècle.
Elle a lieu en général le 6 août. Une corrélation est possible avec la fête juive du 15 Av, qui a lieu au même mois et comporte certaines ressemblances. L'Église catholique fête la Transfiguration le 6 août mais cette fête peut être avancée ou reculée au dimanche le plus proche. Les Églises d'Orient ont les premières célébré cette solennité, qui devint une grande fête universelle en Occident après la victoire de Belgrade en 1456 où l'avancée turque fut stoppée pour 70 ans. L'Église orthodoxe fête elle aussi la Transfiguration (une des Douze Grandes Fêtes) le 6 août. Pour les Églises qui utilisent le calendrier julien, elle tombe actuellement le 19 août du calendrier grégorien. C'est une grande fête où l'on jeûne bien que située avant la période de jeûne de la Mère de Dieu du 14 août au 28 août. Dans l'Église d'Éthiopie, la fête est appelée Buhe. Elle est célébrée avec éclat le 6 août selon le calendrier julien. Dans l’Église arménienne, la fête de la Transfiguration est fêtée au mois de juillet (le 7 en 2013) en correspondance avec l'ancienne fête païenne de Vartavar.

## Représentations dans l'art

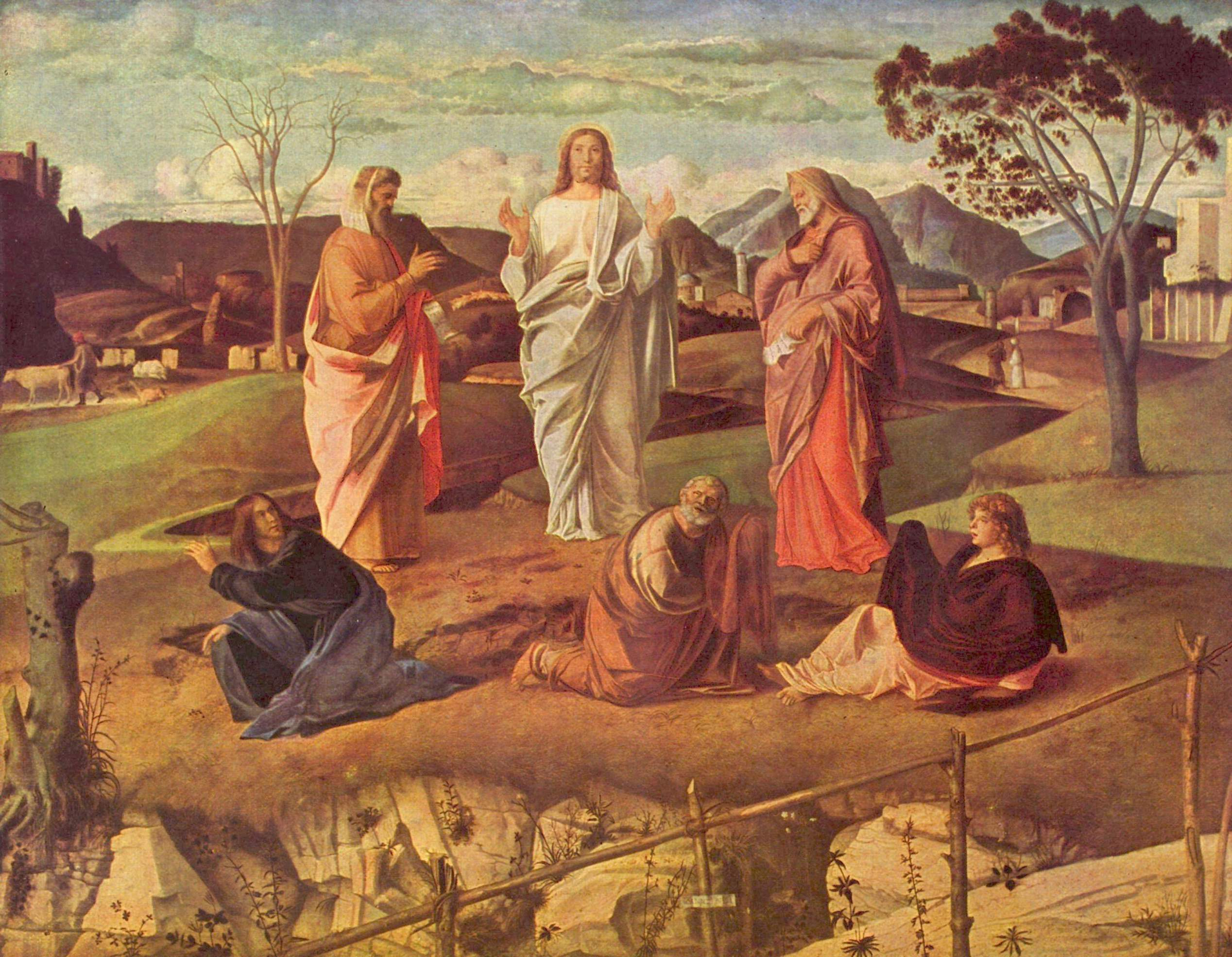
La Transfiguration par Giovanni Bellini.

Comme le premier art chrétien des mosaïques de Rome et de Ravenne, l'art roman et l'art byzantin ont souvent représenté cette scène.
De nombreux peintres, parmi lesquels Raphaël, Rubens, Bellini ont représenté la Transfiguration. On y retrouve le trio de Jésus entouré de Moïse et d'Élie, avec à leurs pieds, les disciples endormis trop empêtrés dans leur nature terrestre pour comprendre pleinement la signification de la rencontre. Il faudra l'arrivée d'une nuée et l'intervention d'une voix qui en sort qui leur confirme la nature du Christ pour les éclairer.
En musique, cet événement a fait l'objet d'un oratorio d'Olivier Messiaen, intitulé La Transfiguration de Notre Seigneur Jésus-Christ, écrit de 1965 à 1969, et créé à Lisbonne le 7 juin 1969 sous la direction de Serge Baudo. L'œuvre dure une heure et demie, et fait appel à sept solistes, 100 choristes et 109 instrumentistes.

## Peintures de la Renaissance
- Fra Angelico : Transfiguration
- Giovanni Bellini : Trasfigurazione di Cristo (1480-1485), musée Capodimonte de Naples et une autre version au musée Correr.
- Lorenzo Lotto : La Transfiguration (1510-1512), Pinacoteca Comunale, Recanati.
- Le Titien : La Transfiguration (1560), église Saint-Sauveur, Venise.
- Gérard David : La transfiguration du Christ (1520), O. L. Vrouwekerk, Bruges.
- Raphaël : La Transfiguration (1520), musées du Vatican.

### Eau-forte
- Maître de Delft : Transfiguration (1503), Rijksmuseum.